# Gamma Equulei
Gamma Equulei (γ Equulei, förkortat Gamma Equ, γ Equ) som är stjärnans Bayerbeteckning, är en dubbelstjärna belägen i den norra delen av stjärnbilden Lilla hästen. Den har en varierande skenbar magnitud runt 4,7 och är synlig för blotta ögat där ljusföroreningar ej förekommer. Baserat på parallaxmätning inom Hipparcosuppdraget på ca 27,6 mas, beräknas den befinna sig på ett avstånd på ca 118 ljusår (ca 36 parsek) från solen.

## Egenskaper
Gamma Equulei är en blå till vit stjärna i huvudserien av spektralklass A9 VpSrCrEu. Den har en radie som är ca 2,2 gånger större än solens och utsänder från dess fotosfär ca 13 gånger mera energi än solen vid en effektiv temperatur på ca 8 600 K.
Gamma Equulei har i dess spektrum ovanliga överflöd av strontium, krom och europium. Stjärnor med denna typ av spektralsärdrag kallas Ap-stjärnor. Mängderna av vissa metaller tros bero på kemisk stratificering i den långsamt roterande stjärnan, som är ovanlig för heta stjärnor i huvudserien. Ett ganska brett spektrum av spektraltyper har publicerats för stjärnan, från A5 till F1, vilket också anger ovanliga överflöd av järn i spektret. Den har särskilt skarpa absorptionslinjer i sitt spektrum, som ett tecken på mycket långsam rotation. Den har en följeslagare av magnitud 8,69  med en vinkelseparation på 1,26 bågsekunder.

## Variabilitet
Gamma Equulei genomgår snabba periodiska variationer i magnitud, vilket placerar den bland de snabbt svängande Ap(roAp)-stjärnorna. Den skenbara magnituden varierar mellan +4,58 och +4,77 med pulsationer i olika perioder nära 12 minuter. Den starkaste pulsationen är vid 11,7 minuter; andra finns på 11,9, 12,2 och 12,4 minuter. Dessa identifieras som en serie av jämna och udda (tryckinducerade) p-typ-pulsationer.

## Magnetfält
Magnetfältet hos Gamma Equulei undergår långsam variation, från +577 G till –1 101 G. Även om endast 67 års magnetfältmätningar är samlade har en period på 97,16 ± 3,15 år passat kända data. Detta anses vara stjärnans rotationsperiod.